# 4303 Savitskij
4303 Savitskij è un asteroide della fascia principale. Scoperto nel 1973, presenta un'orbita caratterizzata da un semiasse maggiore pari a 2,1725311 UA e da un'eccentricità di 0,1320791, inclinata di 2,41781° rispetto all'eclittica.